# Charles Homer Haskins
Pour les articles homonymes, voir Haskins.
Charles Homer Haskins (1870, Meadville-1937) est un médiéviste américain, et conseiller du président américain Woodrow Wilson. Il est considéré comme le premier historien américain spécialisé dans le Moyen Âge.

## Biographie
Jeune prodige parlant couramment le latin et le grec ancien dès l'enfance, Haskins reçoit son PhD en histoire des États-Unis à 20 ans à l'université Johns-Hopkins, où il enseigne jusqu'en 1902. Il s'oriente ensuite vers l'histoire médiévale et se rend en France pour étudier. Il participe au congrès du millénaire normand à Rouen en 1911. Il retourne ensuite aux États-Unis et enseigne à l'université Harvard de 1912 à 1931.
Haskins s'implique en politique et devient un conseiller très proche du président Woodrow Wilson, rencontré à Johns-Hopkins. Lorsque Wilson se rend à la conférence de paix de Paris (1919) pour préparer le traité de Versailles, Charles Haskins fait partie des trois seuls conseillers qui l'accompagnent, en tant que chef de la division ouest-européenne de la Commission américaine.
Avant tout historien d'institutions comme les universités médiévales et les gouvernements, Haskins fait preuve dans son œuvre d'une vision optimiste propre au libéralisme du XXe siècle, selon laquelle le meilleur choix pour une société serait un gouvernement progressiste dont les membres seraient issus de l'élite culturelle. Ses études sur les institutions de l'Europe médiévale insistent sur l'efficacité et les succès des institutions administratives, par analogie avec les États-nations contemporains.
Haskins est également de 1920 à 1926 le premier président de l'American Council of Learned Societies, dont une série de conférences est aujourd'hui baptisée de son nom.
Le plus connu des élèves de Haskin est Joseph Strayer, lui-même maître de nombreux médiévistes encore en activité.
La Haskins Society, nommée en son honneur, publie un Journal annuel.
Son fils George Haskins a été professeur à la faculté de droit de l'université de Pennsylvanie.

## Travaux
Le plus connu des travaux de Charles Haskins est The Renaissance of the Twelfth Century, publié en 1927. Sa thèse d'une période de renaissance pendant le Moyen Âge central, et débutant vers 1070, rencontre d'abord le scepticisme de nombreux universitaires. Son approche, au-delà d'un renouveau littéraire et culturel et à partir de celle-ci, évoque en effet une forte croissance sur le plan des arts et de la science, des universaux, de la philosophie, de l'architecture et d'autres aspects de l'époque. Les travaux de Haskins à ce sujet ont inspiré de nombreux historiens, stimulant également l'étude d'autres Renaissances médiévales comme la Renaissance carolingienne.
De précédents travaux de Haskins, moins connus, portent sur les Normands : Norman Institutions (1918), demeuré parmi les classiques au sujet du fonctionnement de la Normandie médiévale, ainsi que The Normans in European History (1915).

## Source
- (en) Cet article est partiellement ou en totalité issu de l’article de Wikipédia en anglais intitulé « Charles Homer Haskins » (voir la liste des auteurs).